# الفرقة الرابعة (العراق)
الفرقة الرابعة هي فرقة مشاة آلية تابعة للجيش العراقي، يقع مقرها الحالي في مدينة تكريت، تشكلت قبل عام 1941، وحلت في عام 2003، ولكن أعيد تنشيطها بعد عام 2004.

## التاريخ
كانت الفرقة واحدة من الفرق الأربعة الأصلية للجيش العراقي، وقد نشطت في عام 1941. في بداية الحرب الإنجليزية عراقية، كان مقرها في الديوانية على خط السكك الحديدية الرئيسي من بغداد إلى البصرة. وفي 1977-1978 ذكرت تقارير الملحقين العسكريين البريطانيين من بغداد أنها كانت جزءًا من الفيلق الأول، ومقره في الموصل وألويتها في الموصل (5) ودهوك (18) وسنجار (21)، بالإضافة إلى لواءين احتياط غير محدد موقعهما، 93 و99. قبل غزو العراق عام 2003، كانت جزءًا من الفيلق الخامس في الشمال، والذي يتكون من ألوية المشاة الخامس والتاسع والعشرين والسادس والتسعين. حُلت مع بقية الجيش بموجب الأمر ذي الرقم (2) الصادر عن سلطة التحالف المؤقتة في منتصف عام 2003.
ألحق مع الجيش العراقي بعد الإصلاحات التي عملت عليها الحكومة العراقية، وكان له مهمة السيطرة التشغيلية على عدد من البنى التحتية الإستراتيجية التي تحمي خطوط أنابيب النفط. اليوم قاعدته في مدينة تكريت، التي تتولى مسؤولية معظم مناطق صلاح الدين وكركوك، وبعض المدن الكبرى في سامراء وتكريت في عام 2006. لكنها في منتصف عام 2010 تخلت عن مسؤولية محافظة كركوك، وحاليًا مسؤولة عن أمن أغلب مناطق محافظة صلاح الدين.
نشر اللواء 14 كجزء من القوة أثناء عملية صولة الفرسان في البصرة في مايو 2008، لكنه تحرك لاحقًا لتولي المسؤولية عن منطقة الشرقاط شمال تكريت.

## البنية
- مقر الفرقة - تكريت [6]
- لواء المشاة الرابع عشر - المقر الرئيسي بالقرب من بيجي
- اللواء السادس عشر الميكانيكي - المقر الرئيسي بالقرب من طوز خرماتو
- اللواء 17 الميكانيكي - مقر سامراء وتحت قيادة عمليات سامراء.
- اللواء 48 الميكانيكي - المقر الرئيسي قرب تكريت.
- كتيبة المغاوير الرابعة - المقر الرئيسي بالقرب من طوز
- الكتيبة الرابعة للاستطلاع والمراقبة - المقر الرئيسي قرب تكريت